# Hugo Ferdinand Boss
Hugo Ferdinand Boss (Metzingen, 8 de juliol de 1885-ibídem, 9 d'agost de 1948) va ser un sastre i empresari alemany fundador de la casa de moda Hugo Boss AG i un convençut partidari nacionalsocialista que va obtenir la llicència del Tercer Reich per a la confecció dels uniformes militars del règim d'Hitler en el període previ a la Segona Guerra Mundial i durant aquest període per les Waffen-SS i la Wehrmacht. Li van encarregar la fabricació de les camises marrons per a l'organització SA. Va fabricar a més els uniformes de les Waffen SS i els seus vestits mimetitzats, paracaigudes, motxilles, guants, etc.